# Kings of Tennis by Index International 2012 - Singolare
Il vincitore della prima edizione del torneo è John McEnroe.

## Tabellone

### Legenda
| - Q = Qualificato - WC = Wild card - LL = Lucky loser | - ALT = Alternate - SE = Special Exempt - PR = Protected Ranking | - w/o = Walkover - r = Ritirato - d = Squalificato |

### Finali
|  | Finale           |                  |                  |   |    |  |
|  |                  |                  |                  |   |    |  |
|  | John McEnroe     | John McEnroe     | 6                | 3 | 10 |  |
|  | Magnus Larsson   | Magnus Larsson   | 3                | 6 | 7  |  |
|  |                  |                  |                  |   |    |  |
|  | Finale 3º posto  |                  |                  |   |    |  |
|  |                  |                  |                  |   |    |  |
|  | Goran Ivanišević | Goran Ivanišević | Goran Ivanišević | 6 | 6  |  |
|  | Thomas Muster    | Thomas Muster    | Thomas Muster    | 4 | 2  |  |

### Gruppo A
|  |                  | Larsson               | Ivanišević            | Edberg         | Ferreira | RR V–P | Set V–P |  | Posizione |
|  | Magnus Larsson   |                       | 6(12)–7, 7–6(6), 10-3 | 3-6, 6-2, 10-8 | 6-3, 6-3 | 3-0    | 6-2     |  | 1         |
|  | Goran Ivanišević | 7–6(12), 6(6)–7, 3-10 |                       | 6-4, 6-2       | 6-4, 6-4 | 2-1    | 5-2     |  | 2         |
|  | Stefan Edberg    | 6-3, 2-6, 8-10        | 4-6, 2-6              |                | 6-3, 6-1 | 1-2    | 3-4     |  | 3         |
|  | Wayne Ferreira   | 3-6, 3-6              | 4-6, 4-6              | 3-6, 1-6       |          | 0-3    | 0-6     |  | 4         |

La classifica viene stilata in base ai seguenti criteri: 1) Numero di vittorie; 2) Numero di partite giocate; 3) Scontri diretti (in caso di due giocatori pari merito ); 4) Percentuale di set vinti o di games vinti (in caso di tre giocatori pari merito ); 5) Decisione della commissione.

### Gruppo B
|  |                 | McEnroe  | Muster   | Cash     | Pernfors | RR V–P | Set V–P |  | Posizione |
|  | John McEnroe    |          | 6-2, 6-2 | 7-5, 6-4 | 6-4, 6-2 | 3-0    | 6-0     |  | 1         |
|  | Thomas Muster   | 2-6, 2-6 |          | 6-4, 6-2 | 7-5, 6-2 | 2-1    | 4-3     |  | 2         |
|  | Pat Cash        | 5-7, 4-6 | 4-6, 2-6 |          | W/O      | 1-2    | 3-4     |  | 3         |
|  | Mikael Pernfors | 4-6, 2-6 | 5-7, 2-6 | W/O      |          | 0-3    | 0-6     |  | 4         |

La classifica viene stilata in base ai seguenti criteri: 1) Numero di vittorie; 2) Numero di partite giocate; 3) Scontri diretti (in caso di due giocatori pari merito ); 4) Percentuale di set vinti o di games vinti (in caso di tre giocatori pari merito ); 5) Decisione della commissione.